# Honda Crossroad
Honda Crossroad — два кросовера, що випускалися в різні роки концерном Honda. Одним з них є автомобіль, що продавався під маркою позашляховика Land Rover Discovery Series I в 1990-і роки, а другий, абсолютно інший автомобіль для внутрішнього японського ринку, представлений в 2007 році на Токійському автосалоні і випускався аж до 2010 року. Останній позиціонується як заміна моделі Honda HR-V.

## 1993-1998
Honda зайнялася розробкою автомобілів Crossroad з початком зростання популярності позашляховиків. Honda викупила права на виробництво Discovery у компанії Land Rover і почала випуск автомобіля на японському ринку, перш ніж партнерство закінчилося, коли концерн BMW придбав Land Rover. Деякі з цих автомобілів продавалися також в Новій Зеландії.
Із закінченням виробництва Crossroad на японському ринку, і через припинення співпраці Land Rover, Honda змінила модель на свій автомобіль, Honda CR-V.
Crossroad продавався на японському на ринку протягом короткого часу, з жовтня 1993  по 1998 рік.

### Двигун
- 3.9 л V8

## 2007-2010

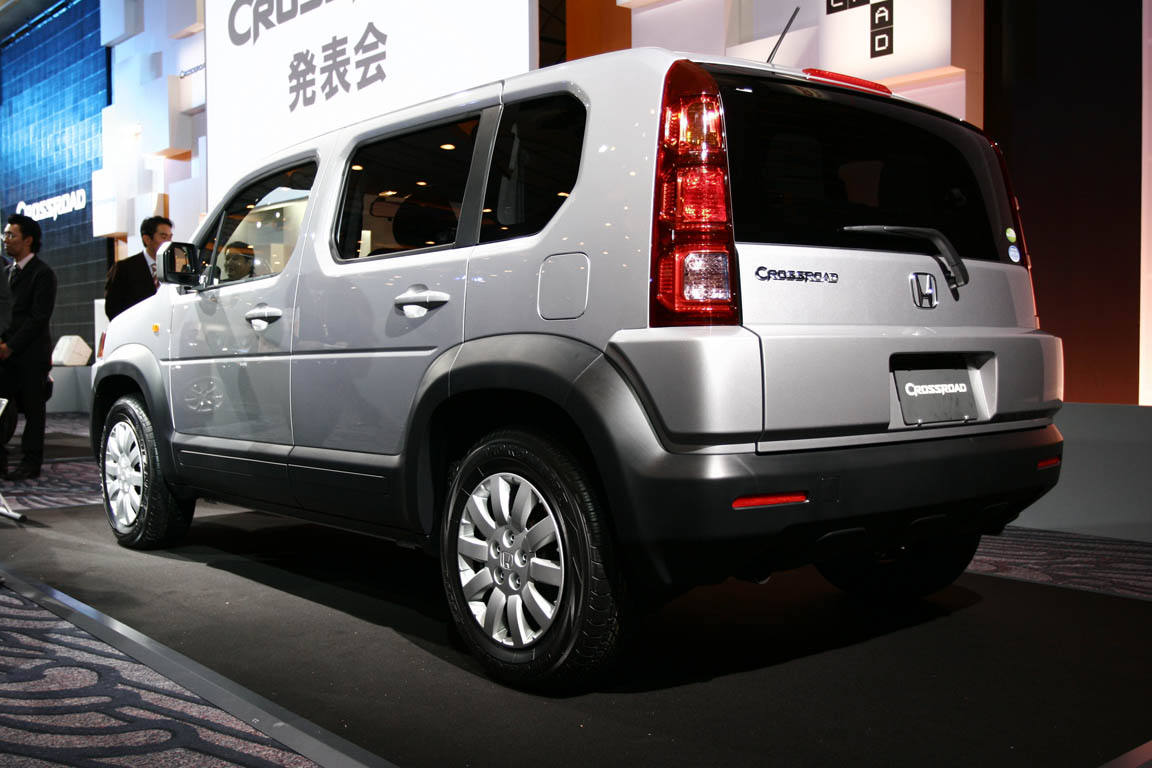
Honda Crossroad

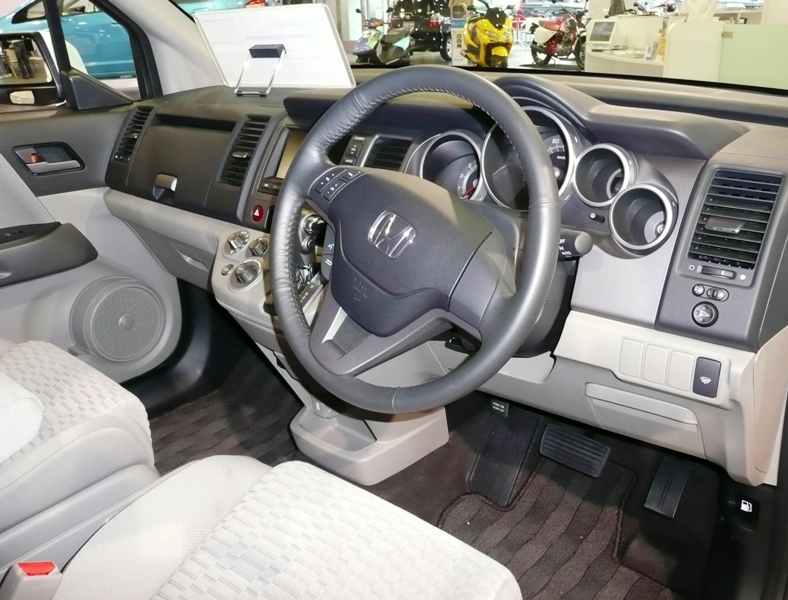
Honda Crossroad

Кросовер Honda Crosstour представлений 22 лютого 2007 на автошоу в Токіо і випускався аж до 2010 року і позиціонується як заміна моделі HR-V.
Кросовер побудований на платформі мінівена Honda Stream другого покоління, що з'явився в 2006 році, але відрізняється більшою масою і збільшеним до 185 мм дорожнім просвітом. Гамма двигунів запозичена у того ж мінівена і включає в себе 1,8- (i-VTEC і 2,0-літровий рядні 4-циліндрові агрегати.
Абсолютна більшість модифікацій Honda Crossroad з 1,8-літровим двигуном є передньопривідним, а повний привід реалізований за схемою Real Time 4WD, і в разі прослизання передніх коліс або при надлишку тяги частина крутного моменту через пристрій DPS передається на задню вісь.
Honda Crossroad випускається тільки в п'ятидверному виконанні і тільки з сімома посадочними місцями (на кожному кріслі в наявності ремінь безпеки), тобто, з трьома рядами сидінь. З нехарактерних для японських кросоверів для внутрішнього ринку елементів конструкції можна виділити розташування важеля селектора АКПП на центральній консолі (варіантів Crossroad з механічною трансмісією немає) і панорамні сектори на лівій зовнішній дзеркалі заднього виду. Ще однією особливістю автомобіля є відсутність запасного колеса.
Crossroad оснащується системою динамічної стабілізації VSA, до складу якої входить модуль Hill Start Assist, що запобігає відкат назад при старті на підйомі.

### Двигуни
- 1.8 л I4 140 к.с.
- 2.0 л I4 150 к.с.